# 江部乙町

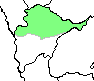
滝川市内の位置図

江部乙町（えべおつちょう）はかつて北海道空知郡に存在した町。1971年4月1日に滝川市と合併し新・滝川市となった。

## 概要
町域は、現在の滝川市の北側半分を占める。
人口は1970年現在で7,570人。面積は63.981平方キロメートル。

### 地名の由来
アイヌ語のユーペオツ (yupe ot) に由来し、日本語に訳せば「チョウザメの群来する川」となる。
『江部乙町史』は「冷鉱泉の湧出多き箇所」と解釈しているが、アイヌが温泉や冷泉を利用していたとは考えづらく、チョウザメと見たほうがアイヌの生活に即している。 

## 歴史
- 1909年（明治42年）4月1日 - 北海道二級町村制施行に伴い、滝川村（後の滝川市）から江部乙村（二級）が分立。
- 1915年（大正4年）4月1日 - 江部乙村が一級村に移行。
- 1952年（昭和27年）5月5日 - 江部乙村が町制施行し江部乙町となる。
- 1971年（昭和46年）4月1日 - 滝川市と江部乙町が合併し、新・滝川市となる。

## 交通

### 鉄道
最寄駅は江部乙駅。

## 地名
- 通9 - 19丁目
- 西9 - 18丁目
- 東9 - 19丁目
- 仲17丁目
- 石川団体
- 田中農場
- 芳賀農場
- 熊の沢

## その他
郵便局の集配は江部乙郵便局。通地区には江部乙町立江部乙小学校（現滝川市立江部乙小学校）・中学校・郵便局・町役場がある。

## 出身著名人
- 一木万寿三（生まれは旧滝川村（現在の滝川市））
- 岩橋英遠（江部乙屯田兵の長男） 東京芸大名誉教授